# Roberto Villanueva
Roberto Villanueva (* 17. März 1804; † 26. Dezember 1848) war ein spanischsprachiger Dichter aus Paraguay. 
Unter den wenigen Poeten, die zur Zeit der lateinamerikanischen Romantik in Paraguay wirkten, sticht Villanueva hervor. Seinem Vaterland blieb er treu, entging dem Provinzialismus aber durch eine reiche Korrespondenz mit den Literaten in den hispanischen Zentren wie Santiago de Chile, Buenos Aires und natürlich Madrid. Den spanischen Romantiker Antonio García Gutiérrez (1813–1884), dem er nie persönlich begegnete, nannte er „estrella de mi corazón“ (Stern meines Herzens). Mit wenigen Seelenverwandten gründete Villanueva 1822 die Künstlergruppe „Los pocos de la Cascada“ (Die wenigen von la Cascada – ihrem bevorzugten Lokal in Asunción). 1833 heiratete er die Schauspielerin Francisca Arreteguía, die er für das von ihm 1831 gegründete „Teatro de la Cascada“ verpflichtet hatte, das erste Schauspielhaus Paraguays. 1848 starb er an einer Lungenentzündung.
Villanuevas Werk umfasst Proben aller literarischen Genres. Sein noch zu Schulzeiten begonnenes Drama „Los ángeles de la llanura“ (Die Engel der Ebene) ist der Versuch eines religiös überhöhten Nationalepos des noch jungen Staates. Aufgeführt wurde es nie. Später distanziert sich V. von dem unreifen Machwerk und wandte sich neben dem Verfassen von Artikeln und Reportagen für Zeitungen und Zeitschriften der Lyrik zu. Auch hier dominierten, wenngleich auf höherem Niveau, Klänge der Heimat. Seine „Canciones de los pájaros de mi patria“ (Lieder der Vögel meiner Heimat) wurde Schullektüre in Paraguay. Pablo Neruda schätzte die lyrischen Miniaturen und ließ sich von ihnen zu seinen eigenen Vogelgedichten anregen. Ein kurz vor seinem Tod begonnener Roman, der sich in einer frühen Form des Naturalismus mit den unterdrückten Landarbeitern beschäftigte, blieb Fragment.

## Ausgaben
- Los ángeles de la llanura, Buenos Aires 1913
- Canciones de los  pájaros de mi patria, Asunción 1829, 12. Auflage Asunción 1999.